# M. Butterfly
M. Butterfly ist ein Filmdrama von David Cronenberg aus dem Jahre 1993 mit Jeremy Irons und John Lone in den Hauptrollen nach dem erfolgreichen Theaterstück von David Henry Hwang und seinem darauf aufbauenden Drehbuch, welche sehr lose den Fall Bernard Boursicot behandeln.

## Handlung
René Gallimard, in Diensten der französischen Botschaft, kommt 1964 mit seiner Frau in die chinesische Hauptstadt Peking. Es ist die erste Botschaft des Westens dort – Frankreich ist nicht länger Kolonialmacht. Der Botschafter kennt ihn als integren und arbeitsamen Mitarbeiter, wenn auch nicht als Leuchte oder Führungspersönlichkeit; im Kollegenkreis ist er aufgrund seiner Diensteifrigkeit nicht beliebt.
Bei einem Empfang für ausländische Diplomaten tritt Song Liling auf, eine Diva der Peking-Oper. Sie besticht als exotische Madame Butterfly in der gleichnamigen Oper des Italieners Puccini. Gallimard ist bezaubert und spricht sie nach der Vorstellung an. Song reagiert verhalten; aus der Oper würden abendländische Vorurteile und bestenfalls Fernweh sprechen, der Liebestod der orientalischen Frau sei eine Projektion chauvinistischen Wunschdenkens der westlichen Welt. Da er sich sichtlich für die Kunstform begeistert, lädt sie ihn in die Peking-Oper ein. Dort bestaunt er sie drei Wochen später, als einziger ausländischer Zuschauer. Gallimard verliebt sich in die Sängerin. Zuhause gibt er sich Mühe, seine Frau nichts davon merken zu lassen. Der Botschafter schätzt seinen neuen Sinn für Sitten und Gebräuche des Gastgeberlandes, Gallimard wird zum Vizekonsul befördert. Mit neuem Selbstvertrauen assistiert er dem Botschafter fortan in politisch brisanten Angelegenheiten, dieser vertraut auf sein Urteil. Er berät den Botschafter dahingehend, die chinesische Bevölkerung würde offen für die westliche Kultur sein, da sie sich „tief in ihrem Innern“ zu ihr hingezogen fühlen würde, und er prophezeit den Sieg der Amerikaner in Vietnam.
Inzwischen entfaltet sich die Liebesbeziehung zwischen Song und Gallimard: Song zeigt sich ihrem Rollenverhalten unterwürfig, lediglich sich vor seinen Augen zu entkleiden verwehrt sie ihm nach wie vor. Gallimard ist von seiner „Butterfly“ und seiner Rolle als gefährlicher fremdländischer Liebhaber – „weißer Teufel“ – hingerissen. Im Folgenden wird jedoch klar, dass Song eine Spionin des chinesischen Geheimdienstes ist, welche sich für militärische Informationen über die Amerikaner in Vietnam interessiert. Als Song Gallimard einen Sohn gebiert, weiß er noch nicht, dass dieser von der Kommunistischen Partei geliefert wird, um ihn später zu erpressen.
Die „Kulturrevolution“ geht auch an der Peking-Oper nicht spurlos vorüber: Kostüme und Masken werden verbrannt, Künstler gelten als Staatsfeinde. Auch Song, im Vorfeld bereits kritisch beäugt, wird in ein Umerziehungslager verfrachtet. Gallimard wird aufgrund seiner Fehlprognosen nach Frankreich zurückbeordert. Im Mai ’68 lebt er, mittlerweile getrennt von seiner Frau, in Paris, der Zeit in China sichtlich nachtrauernd. Auf den Straßen demonstrieren nun Studenten mit roten Fahnen und verteilen Mao-Bibeln. Eines Nachts steht plötzlich Song vor seiner Wohnungstür. Gallimard verspricht ihr auf der Stelle, sie zu heiraten.
Einige Zeit später wird er wegen Spionageverdachts verhaftet. Es wird deutlich, dass die chinesische Regierung ihn mit seinem scheinbaren Sohn, für dessen Vater er sich hält, erpresst hat. Darüber hinaus offenbart sich eine weitere Lüge: Als Song dem Gericht vorgeführt wird – mit kurzem Haar und im Anzug – muss Gallimard feststellen, dass Song ein Mann ist. „Wusste er, dass Sie ein Mann sind?“ will der Richter schließlich wissen. Song daraufhin: „Wissen Sie, Euer Ehren, er hat nie gefragt.“ Im Gefangenentransport befinden sich Gallimard und Song unter vier Augen. Song entkleidet sich zum ersten Mal vor Gallimard. Ungläubig betastet dieser Songs Gesicht und muss feststellen, dass es die gleichen weichen Lippen sind, die er so liebt. Er könne jedoch keinen Mann lieben. Song zeigt sich darüber zutiefst erschüttert.
Gallimard wandert als Quelle eines fremden Nachrichtendienstes ins Gefängnis, Song wird ausgewiesen.
In einem Monolog in der Aula des Gefängnisses inszeniert sich Gallimard vor den begeisterten Mitgefangenen als „Madame Butterfly“. Zum Schluss schneidet er sich mit seinem Schminkspiegel die Halsschlagader auf und verblutet vor vollbesetzten Rängen.

## Synchronisation
Die Synchronisation wurde bei Magma Synchron in Berlin produziert. Buch und Regie übernahm Joachim Kunzendorf.
| Rolle              | Schauspieler     | Sprecher         |
| ------------------ | ---------------- | ---------------- |
| René Gallimard     | Jeremy Irons     | Randolf Kronberg |
| Agent Etancelin    | Vernon Dobtcheff | Helmut Gauß      |
| Botschafter Toulon | Ian Richardson   | Lothar Blumhagen |
| Botschafts-Kollege | Richard McMillan | Udo Schenk       |
| Frau Baden         | Annabel Leventon | Marianne Groß    |
| Genossin Chin      | Shizuko Hoshi    | Barbara Adolph   |
| Jeanne Gallimard   | Barbara Sukowa   | Arianne Borbach  |
| Song Liling        | John Lone        | Conny Diem       |

## Rezeption
- „Ein wundervoll inszeniertes und ausgezeichnet besetztes Drama, in dessen Mittelpunkt der große Traum eines verlorenen Mannes steht. Nach einem authentischen Fall gestaltet, lebt der Film vom inneren Horror der Geschichte, die unaufhaltsam einer Tragödie zustrebt.“ – Lexikon des internationalen Films[4]

- „(…) gibt sich […] von Anfang an nicht die geringste Mühe zu verheimlichen, daß sich in der Maske der Sängerin Song Liling der Schauspieler John Lone verbirgt […] Die Illusion, die sie für zwei Jahrzehnte aneinander fesselt, ist ebenso lächerlich wie erschütternd. […] Das Unglück von Cronenbergs Film besteht darin, daß er alles, was ihn inspiriert hat, mitschleppen muß: den authentischen Fall, das Broadway-Melodram, die Oper von Puccini, den Sensationsprozeß und die Kulturrevolution. So verzettelt er sich.“ – Andreas Kilb, Die Zeit[5]

- „Cronenbergs Vorstellung von einer dramaturgisch brauchbaren Situation ist auch das Umwandeln eines Mannes in eine riesige Fliege […] Irons spielt mit so umfassender Hingabe, dass es unmöglich wird, seinen bizarren Standpunkt nicht zu teilen[6][…] so merkwürdig wie alle Arbeiten von Herrn Cronenberg, aber manchmal flacher und mehrdeutiger, als ihm gut tut. Herr Lones Verkörperung von Liling ist denn am wirksamsten, wenn die Unnatürlichkeit offen zutage liegt.“ – Janet Maslin, The New York Times[7]

- „Zwei fundamentale Probleme bei David Cronenbergs katastrophaler Adaption von 1993: die Untauglichkeit einer Prämisse, nach der Darsteller und Publikum nicht länger denselben Raum teilen, und die Fehlbesetzung.“ – Jonathan Rosenbaum, Chicago Reader[8]

- „Das Verhältnis von Sein und Schein, die Zwangsneurosen and [sic] Projektionen der überzivilisierten Psyche haben ihn schon in seinen frühen Horrorfilmen beschäftigt. […] Kameramann Peter Suschitzky schließlich liefert mit seinen schwülromantischen, betont künstlich ausgeleuchteten Aufnahmen den theatralischen Auf- und Abgängen der Akteure das passende Umfeld: ‚Orientalische‘ Nächte in Lapislazuli-Blau, Purpurrot und Gold.“ – Sabine Horst, Frankfurter Rundschau[9]

- „(…) nichts vermag den unschönen Eindruck der Künstlichkeit aufzuheben“ – Todd McCarthy, Variety[10]

- „(…) erotische Antriebe sind für den Betroffenen immer ernste Sachen, mögen sie dem Betrachter auch urkomisch vorkommen.“ – Roger Ebert[11]

Chow führt aus: „Genau wegen der stereotypen Beschaffenheit können wir uns dem viel eher als Mythos nähern“ und es handle sich bei dieser Art „antiorientalistischem Diskurs“ zugleich wie oft beim Regisseur um eine ganze Dekonstruktion des Menschen. Frei nach Lacan stellt sie fest: „die wesentliche Zutat bei der Liebe ist immer die Fehlwahrnehmung.“
Einzelne Kritiker hätten eher Jaye Davidson von The Crying Game oder Leslie Cheung aus Lebewohl, meine Konkubine in der Titelrolle für denkbar gehalten. Andreas Kilb sprach in der Zeit anlässlich des Filmes über die Vorfälle und Joyce Wadlers Enthüllungsbuch „Liaison“ prägnant von einem „Schundroman, den das Leben schrieb.“

## Hintergrund und Sonstiges
Bernard Boursicot wurde 1986 zu sechs Jahren Haft verurteilt. Shi Pei-Pu wurde 1987 von François Mitterrand begnadigt. Boursicot überlebte den Selbstmordversuch.
Das Pulitzer-Preis-nominierte und Tony-Award-prämierte Stück von David Henry Hwang lief 777 Vorstellungen lang am Broadway im Eugene O’Neill Theatre von 1988 bis 1990, dort mit John Lithgow und B. D. Wong. Bis heute wurde es in über dreißig Ländern gespielt, 1989 in London mit Anthony Hopkins in der Hauptrolle.
Gedreht wurde in Budapest, in Toronto, in Paris, an der Chinesischen Mauer und in Peking. Der Film erlebte seine Erstaufführung in der Bundesrepublik Deutschland am 9. Dezember 1993, am 10. Juni 1994 lief er auf Video an und erstmals im Fernsehen ausgestrahlt wurde er am 29. Juni 1995 auf Premiere. Box Office Mojo verzeichnet am 11. Oktober 2008 inländische Gesamteinnahmen (Total Lifetime Grosses/Domestic) von etwas weniger als 1,5 Millionen US-Dollar.
Das Thema vom Schmetterling kann auch auf den Schmetterlingstraum von Zhuangzi bezogen werden.
Cronenberg selbst: „In M. Butterfly geht es ja um mehr als das Aufeinanderprallen zweier Kulturen. Es geht um die Unmöglichkeit, einen anderen Menschen wirklich zu kennen. […] Und doch erleben wir, wie Gallimard sich aus wenig mehr als aus seinem eigenen Bedürfnis und seiner Phantasie heraus eine Frau zum Lieben geschaffen hat; er kannte nur die Wunschvorstellung seines ‚Butterfly‘.“
Wenn man lediglich vom äußeren Erscheinungsbild ausgeht, kann die Beziehung zwischen Bernard Boursicot (im Film: Gallimard) und Shi Pei-Pu (im Film: Song) als homosexuell interpretiert werden. Aus medizinischer Sicht könnte es sich bei Shi Pei-Pu um eine Frau mit AGS (Adrenogenitales Syndrom) oder mit androgen-produzierendem Tumor gehandelt haben. Bei Shi Pei-Pu kann auch ein late-onset AGS mit späteren Vermännlichungserscheinungen vorgelegen haben.